# Gustav von Kahr
Gustav von Kahr (Weißenburg in Bayern, 29 november 1862 - kamp Dachau, 30 juni 1934) was een Duits rechts-conservatief politicus. Van 1920 tot 1921 was hij minister-president van de vrijstaat Beieren.
Zijn politieke loopbaan begon in 1917, toen hij gouverneur van de Beierse provincie Opper-Beieren werd. Een jaar later raakte hij deze positie kwijt door de Novemberrevolutie.
Op 16 maart 1920 verscheen Von Kahr opnieuw op het politieke toneel, toen hij de partijloze Johannes Hoffmann opvolgde als minister-president van de vrijstaat Beieren. Tijdens zijn regeerperiode ondernam Von Kahr stappen om Beieren onafhankelijk te maken van het Duitse Rijk. Op 1 september 1921 nam hij evenwel ontslag, toen de Duitse regering maatregelen nam om de Weimarrepubliek te beschermen tegen rechts-conservatieve krachten.
In september 1923, na een periode van politieke onrust, benoemde de toenmalige minister-president Eugen von Knilling Von Kahr als rijkscommissaris met dictatoriale macht. Von Kahr vormde in die periode een triumviraat met het hoofd van de Beierse Staatspolitie Hans von Seißer en met  Reichswehrgeneraal Otto von Lossow.
In november 1923 werd Von Kahr gevraagd om zijn steun te verlenen aan Hitlers Bierkellerputsch. Hij trok zijn aanvankelijke steun echter in en nam niet deel. Mede hierdoor mislukte de putsch. Von Kahrs beslissing om niet deel te nemen aan de putsch, kostte hem de aanhang van rechts-conservatieve groeperingen in Beieren. Toen tijdens Hitlers proces in 1924 de rol die Von Kahr daarbij had gespeeld, duidelijk werd, moest hij aftreden als rijkscommissaris. 
Op 30 juni 1934, tijdens de Nacht van de Lange Messen, werd Gustav von Kahr opgepakt. De nazi's verklaarden dat hij met de SA-top, generaal Von Schleicher en de Franse ambassadeur een coup tegen Hitler beraamde. In werkelijkheid was het een wraakactie voor het 'verraad tijdens de Bierkellerputsch'. Hij werd ontvoerd in München door SS-leden en naar het concentratiekamp Dachau gebracht. Daar werd hij geëxecuteerd op bevel van Theodor Eicke. Volgens Richard Hanser in zijn boek Putsch werd het zijn familie verboden om rouwkleding te dragen.
- Bibliothèque nationale de France: cb16646373b (data)
- Gemeinsame Normdatei: 119446901
- International Standard Name Identifier: 0000 0000 4916 4912
- Library of Congress Control Number: nr2001041595
- Nationale Bibliotheek van Israël: 987007594599105171
- Nederlandse Thesaurus van Auteursnamen: 306141442
- Virtual International Authority File: 44230392
- WorldCat: E39PBJycQHRTdPRRBrG6gdR3Qq